# Кисе (Ендр и Лоара)
Кисе (фр. Cussay) је насељено место у Француској у региону Центар, у департману Ендр и Лоара.
По подацима из 2011. године у општини је живело 589 становника, а густина насељености је износила 22,83 становника/km².

## Демографија
| 1962. | 1968. | 1975. | 1982. | 1990. | 2011. |
| ----- | ----- | ----- | ----- | ----- | ----- |
| 726   | 707   | 583   | 537   | 551   | 589   |